# Natasha Yar
Natasha Yar je fiktivni lik iz američke znastveno-fantastične serije Zvjezdane staze kojeg glumi Denise Crosby. Pojavljuje se samo u serijalu Nova generacija te biva ubijena u epizodi Vanjština zla.